# Antonio Novo Suárez

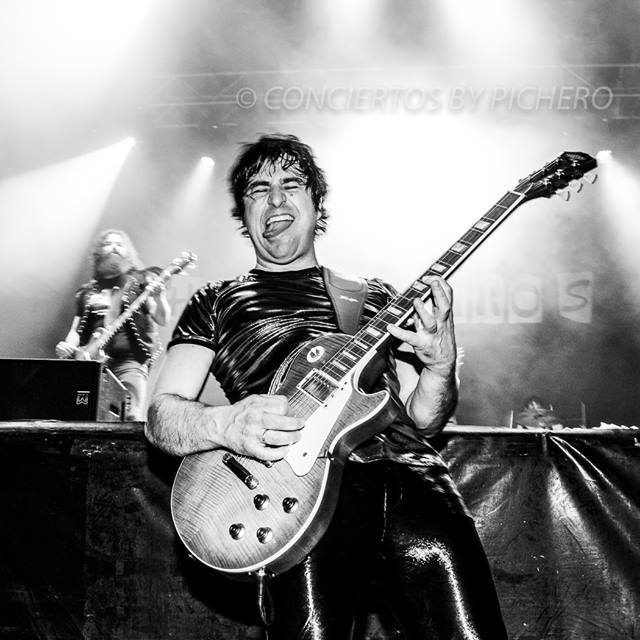
Antonio Novo.

Antonio Nuevo Suárez, conocido como "Tuchiño", nacido en Castiñeiras (Riveira) el 12 de octubre de 1970, es un guitarrista y compositor español del grupo Heredeiros da Crus. 

## Trayectoria
Influenciado por grupos como los Rolling Stones, AC/DC, Aerosmith, comenzó a escribir sus primeras letras. En 1992, junto con Tonhito de Poi, formó la banda Heredeiros da Crus. Le ponen luego el nombre Tumbabrajas a su guitarra. También fue el fundador del grupo Recambios Tucho, que compagina con Heredeiros.